# Aloha Airlines
Aloha Airlines fue una aerolínea estadounidense con base en Honolulu, Hawái. La aerolínea ofrecía vuelos entre las islas de Hawái, y desde/hacia Hawái y la costa oeste de Estados Unidos. El principal hub de operación era el Aeropuerto Internacional Daniel K. Inouye, además poseía operaciones importantes en el Aeropuerto John Wayne (Santa Ana, California) y en el Aeropuerto de Kahului.
El 31 de marzo de 2008, dejó de operar por problemas financieros.

## Historia
La aerolínea fue fundada como compañía charter Trans-Pacific Airlines por el editor Ruddy Tongg como competencia de Hawaiian Airlines, y comenzó a funcionar el 26 de julio de 1946 con un solo avión proveniente de los excedentes de la guerra, un Douglas C-47 Skytrain en un vuelo de Honolulu y Maui a Hilo. El nombre original (Trans-Pacific Airlines) refleja la visión de un trans-oceánico que conectaba California, Hawái, y la República de China. Pronto se ganó el apodo de "The Aloha Airline", y fueron cuatro aviones que volaban al fin de ese año. La Aprobación pars operar como una compañía aérea regular llegó cuando el presidente Harry S. Truman firmó el certificado el 21 de febrero de 1949, y el primer vuelo regular se realizó el 6 de junio de 1949, después de las ceremonias celebradas el día anterior.
En 1952, la aerolínea reportó su primer beneficio anual de 36.410,12$. La aerolínea aumentó la cuota de mercado de un 30% de ese año, en comparación con 10% en 1950, año en que la compañía adoptó el nombre de La TPA Aloha aéreas. Sin embargo, la introducción del Convair 340 en Hawaiian detuvo en TPA un mayor crecimiento de la cuota de mercado por más de cinco años. En 1958, el desarrollador de bienes raíces Hung Wo Ching, cuya familia mantuvo un considerable interés en la compañía y tras los intentos de Tongg, fue elegido presidente de la compañía aérea. En noviembre de ese año, la compañía cambió su nombre de nuevo, convirtiéndose en Aloha Airlines. El 15 de abril de 1959, Aloha tuvo su primera entrega de Fairchild F-27 aviones de turbohélice. Estos aviones fueron exclusivos para Aloha, construido con una quilla más fuerte haz de vientre y la piel más gruesa para satisfacer preocupaciones acerca de amaraje forzoso de la aeronave de ala alta. Ese verano, la cuota de mercado de Aloha saltó al 42%.
Aloha retira su último DC-3 el 3 de enero de 1961, convirtiéndose en la segunda compañía aérea de los Estados Unidos en operar una flota entera con aviones de turbina. En 1963, la línea aérea recibió dos Vickers Viscount de Austrian Airlines y pronto adquirió un tercero. El último F-27 fue retirado de servicio en junio de 1967. 
El masivo aumento de la capacidad dañó a ambas líneas aéreas, y en 1970, se da el primero de tres intentos fallidos de fusión entre los dos rivales (los otros próximos, en 1988 y 2001). En octubre de 1971, la compañía vendió el resto de sus Viscount y su flota fue solamente de aviones con turbina. 
En 1983, Aloha presentó AlohaPass su programa de viajero frecuente. En 1984, la aerolínea arrendó un McDonnell Douglas DC-10-30, y de 28 de mayo, se inauguró el servicio con los aparatos entre Honolulu, Guam, y Taipéi bajo el nombre de Aloha Pacific. La operación, sin embargo, no pudo competir con la presión de Continental Airlines, y se suspendió el 12 de enero de 1985. En octubre de ese año, Aloha adquirió aviones Boeing 737-200 Quick-Change que se podrían convertir rápidamente de la configuración de pasajeros a carguero para los vuelos de carga nocturnos. En febrero de 1986, Aloha comenzó vuelos semanales entre Honolulu y Kiritimati (Isla Christmas), convirtiéndose en la primera aerolínea en operar ETOPS 737. 
El día 14 de febrero de 2000, la aerolínea comenzó sus vuelos al continente, con aviones Boeing 737 recién adquiridos, volando desde Honolulu y Kahului a Oakland, California. 
Un aumento de los costos y una recesión económica en Japón obliga a Aloha a ponerse en una posición defensiva a comienzos del 2000, exacerbada por el 11 de septiembre de 2001 luego de los ataques terroristas, el pánico del SARS de 2003, y el rápido aumento de los precios de los combustibles. El 30 de diciembre de 2004, Aloha Airlines se presentó para la protección del Capítulo 11 de bancarrota, en un intento de reducir los costes y mantener la competitividad con otras compañías aéreas que actúan en Hawái. Tras la aprobación de los nuevos contratos laborales y la obtención de inversiones adicionales por parte de nuevos inversores, la compañía aérea logró salir de la protección de bancarrota el 17 de febrero de 2006. El 30 de agosto de 2006, Gordon Bethune fue nombrado Presidente de la Junta. 
Cesó operaciones el 31 de marzo de 2008 por quiebra de empresa. Actualmente, United Airlines opera algunas rutas dejadas por Aloha tras su cierre.

## Destinos
Aloha Airlines operó vuelos a los siguientes destinos:
| Países          | Destinos   | Aeropuertos                                        | Notas                                                                                          |
| --------------- | ---------- | -------------------------------------------------- | ---------------------------------------------------------------------------------------------- |
| Atolón Midway   | Midway     | Aeródromo Henderson                                | Vuelos charter programados, generalmente los miércoles.                                        |
| Canadá          | Vancouver  | Aeropuerto Internacional de Vancouver              |                                                                                                |
| Estados Unidos  | Burbank    | Aeropuerto de Hollywood Burbank                    |                                                                                                |
| Estados Unidos  | Hilo       | Aeropuerto Internacional de Hilo                   |                                                                                                |
| Estados Unidos  | Honolulu   | Aeropuerto Internacional Daniel K. Inouye          | Hub principal                                                                                  |
| Estados Unidos  | Kahului    | Aeropuerto de Kahului                              | Hub secundario                                                                                 |
| Estados Unidos  | Kailua     | Aeropuerto Internacional de Kona                   |                                                                                                |
| Estados Unidos  | Las Vegas  | Aeropuerto Internacional Harry Reid                |                                                                                                |
| Estados Unidos  | Lihue      | Aeropuerto de Lihue                                |                                                                                                |
| Estados Unidos  | Oakland    | Aeropuerto de Oakland de la Bahía de San Francisco |                                                                                                |
| Estados Unidos  | Phoenix    | Aeropuerto Internacional de Phoenix-Sky Harbor     |                                                                                                |
| Estados Unidos  | Reno       | Aeropuerto Internacional de Reno-Tahoe             |                                                                                                |
| Estados Unidos  | Sacramento | Aeropuerto Internacional de Sacramento             |                                                                                                |
| Estados Unidos  | San Diego  | Aeropuerto Internacional de San Diego              |                                                                                                |
| Estados Unidos  | Santa Ana  | Aeropuerto John Wayne                              |                                                                                                |
| Islas Cook      | Rarotonga  | Aeropuerto Internacional Rarotonga                 |                                                                                                |
| Islas Marshall  | Kwajalein  | Base Aérea Bucholz                                 | Vuelo dos veces por semana, escala alternativa vía Majuro.                                     |
| Islas Marshall  | Majuro     | Aeropuerto Internacional Amata Kabua               | Vuelo dos veces por semana, escala alternativa vía Kwajalein.                                  |
| Kiribati        | Kiritimati | Aeropuerto Internacional Cassidy                   | Un vuelo semanal, generalmente los domingos por la mañana, para conectar Hawái con Kiritimati. |
| Samoa Americana | Pago Pago  | Aeropuerto Internacional de Pago Pago              | Dos veces por semana.                                                                          |

## Flota histórica
| Aeronaves               | Total | Introducido | Retirado | Matrículas |
| ----------------------- | ----- | ----------- | -------- | --- |
| BAC 1-11                | 3     | 1966        | 1969     | N11181, N1131J y N11183 |
| Boeing 737-100          | 2     | 1973        | 1978     | N73715 y N73717 |
| Boeing 737-200          | 60    | 1969        | 2008     | N9019U, N9029U, N73714, N801AL, N73714, N9061U, N570GB, N571GB, N572GB, N573GB, N73718, N4906, N803AL, N73711, N73712, N73713, N469AC, N7376F, G-AXNC, G-BADP, G-BADR, N834AL, N70720, N70721, N70722, N835AL, N809AL, N70723, N70724, N805AL, N806AL, N725AL, G-BGYK, N818AL, N820AL, N802AL, N726AL, N250TR, N728AL, N729AL, N730AL, N252TR, N824AL, N826AL, N816AL, N746AS (rrg. N841AL), N747AS, N842AL, N823AL, N821AL, N828AL, N837AL, N843AL, N836AL, N817AL, N807AL, N808AL, N819AL, N827AL y N810AL |
| Boeing 737-300          | 5     | 1988        | 1995     | G-BLKD, N303AL, N304AL, N301AL y N302AL |
| Boeing 737-400          | 2     | 1992        | 1996     | N401AL y N402AL |
| Boeing 737-700          | 13    | 1999        | 2008     | N738AL, N739AL, N740AL, N741AL, N316ML (rrg. N743AL), N745AL, N746AL, N748AL, N751AL, N742AL, N744AL, N749AL y N750AL |
| Boeing 737-800          | 1     | 2007        | 2008     | PH-HZO |
| Douglas DC-3/C-47       | 9     | 1954        | 1965     | N5631V, N91028, N90627, N15565, N2804D, N63376, N62086, N65393 y N62083 |
| Fairchild F-27          | 6     | 1959        | 1967     | N5095A, N5093A, N5094A, N5096A, N5097A y N5098A |
| McDonnell Douglas DC-10 | 1     | 1984        | 1984     | N801AL |
| Vickers Viscount        | 4     | 1963        | 1971     | N7414, N7415, N7416 y N7410 |

## Accidentes
- El Vuelo 243 de Aloha Airlines fue un vuelo comercial rutinario en 29 de abril de 1988 entre Hilo y Honolulú, en Hawái, terminó con 59 de los 93 ocupantes heridos, y uno de ellos, la azafata Clarabelle Lansing, desapareció (se presume muerta, su cuerpo jamás fue encontrado). En pleno vuelo, y debido a "fatiga de materiales" según las autoridades, se desprendió una sección completa del techo del avión, un Boeing 737. "Clarabelle iba caminando por el pasillo de la primera clase cuando ocurrió; no supe cómo, pero desapareció", dijo un testigo. Tras el incidente, el piloto consiguió aterrizar en la isla de Maui.